# Suning Plaza
Il Wuxi Suning Plaza 1 (in cinese: 无锡国际金融中心) è un grattacielo alto 328 metri che si trova nella città-prefettura di Wuxi, nella provincia di Jiangsu, in Cina.
La sua costruzione è stata avviata nel 2010 ed è stata ultimata nel 2014. L'edificio è adibito all'utilizzo residenziale, ma ospita anche hotel ed uffici.